# Эльвира Кастильская (графиня Тулузы)
Эльвира Кастильская (исп. Elvira de Castilla, 1081 — 1157) — внебрачная дочь короля Кастилии Альфонсо VI Храброго от любовницы Химены Муньос.
В 1094 году Эльвира была отдана в жены графу Раймунду Тулузскому, одному из лидеров 1-го крестового похода. Сопровождала мужа в походе в Святую землю, во время которого родила сына Альфонсо Иордана (он был так назван по месту его крещения в реке Иордан). Спустя 12 лет после смерти Раймунда, в 1117 году вышла замуж вторично — за Фернандо Фернандеса.